# Ґрайндгауз

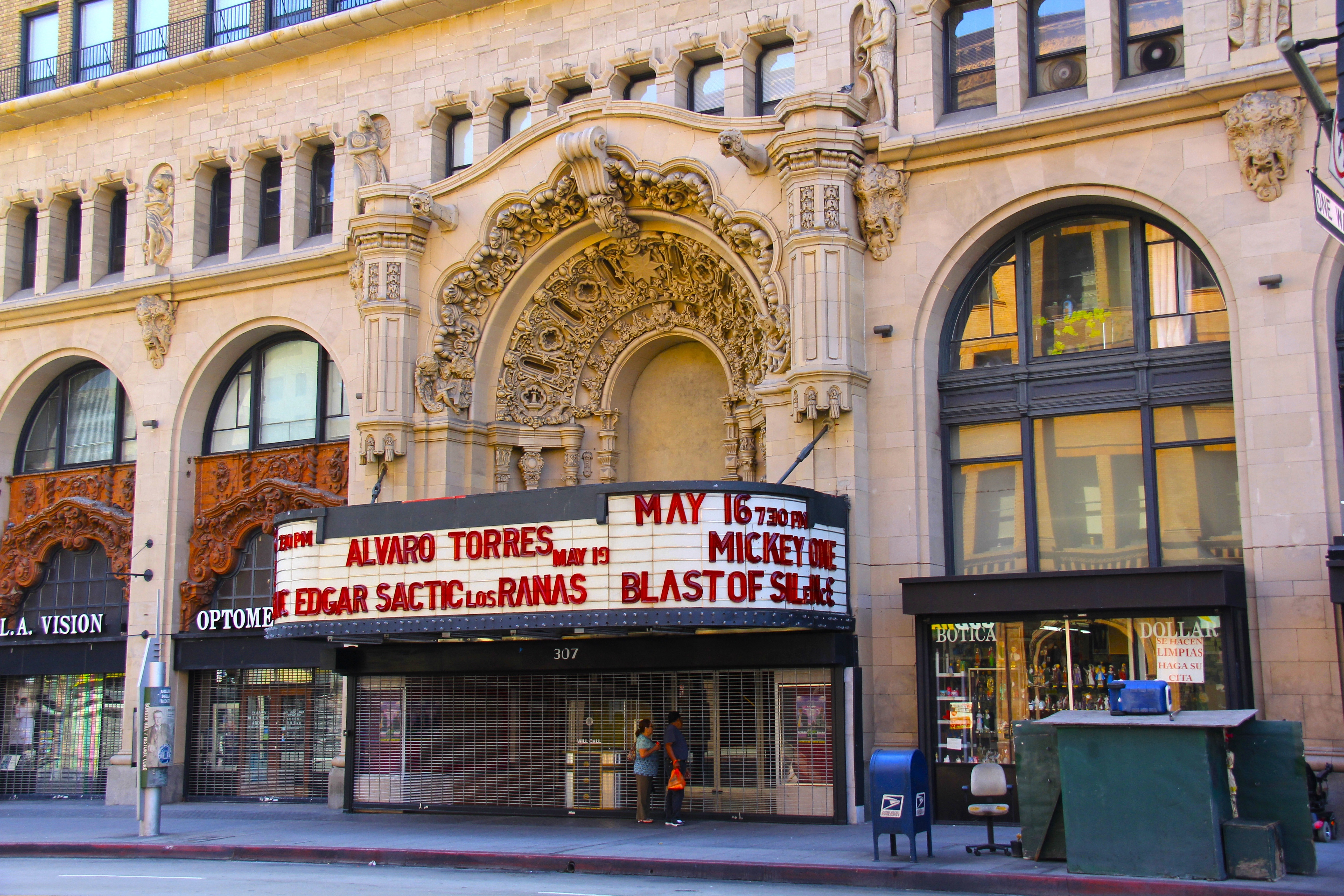
Кінотеатр на Бродвеї, що свого часу спеціалізувався як «ґрайндгауз»

Ґрайндгауз — зараз в Америці цим терміном позначається кінотеатр, що в основному показує  фільми експлуатаційного кіно. До цього ґрайндгаузами називали нині неіснуючі «театри бурлеску» (англ. burlesque theaters) на 42-й вулиці Нью-Йорка, де демонструвалися стриптиз і еротичні танці (англ. bump-and-grind dancing), від яких і виникнув термін.
Появу ґрайндгаузів часто пов'язують з широким розповсюдженням телебачення в 1960-х, коли багато однозальних кінотеатрів в Америці змушені були або оголосити про банкрутство, або запропонувати глядачеві те, що не могло запропонувати телебачення. Тоді деякі кінотеатри почали демонструвати малобюджетні і безцензурні фільми експлуатаційного кіно, спокушаючи глядачів сценами сексу, жорстокості і кривавого насильства. Особливою популярністю користувалися еротичні і порнографічні фільми, слешери, дешеві гонконзькі фільми бойових мистецтв. Найчастіше за один квиток у ґрайндгаузах давалася можливість подивитися два-три фільми, також були популярні нічні нон-стоп програми.
Ґрайндгаузи майже цілком зникли в 1990-і й зараз функціонують лише кілька.